# NGC 6822
NGC 6822 (Galaktyka Barnarda, IC 4895 lub PGC 63616) – galaktyka nieregularna (IBm), znajdująca się w gwiazdozbiorze Strzelca w odległości około 1,6 miliona lat świetlnych. Została odkryta 17 sierpnia 1884 roku przez Edwarda Barnarda. Galaktyka ta należy do Lokalnej Grupy Galaktyk.

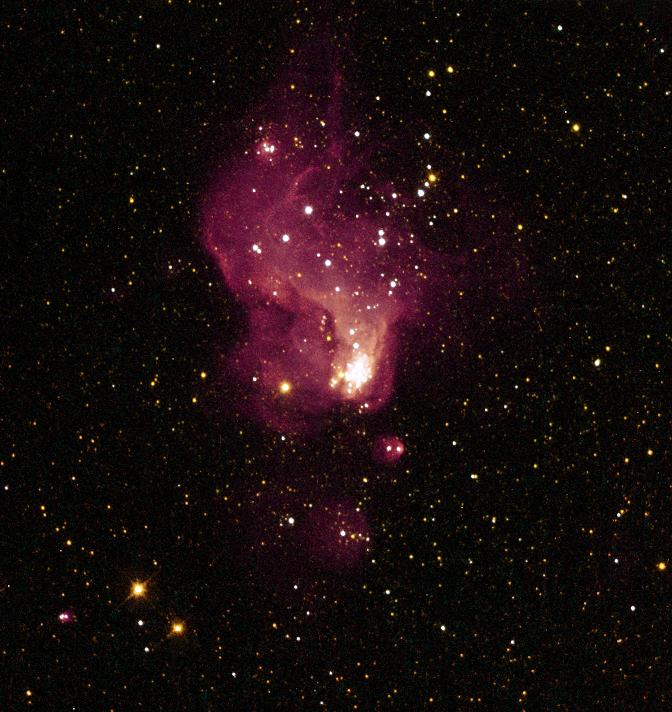
Jedna z mgławic w galaktyce (HST)

NGC 6822 składa się z ok. 10 milionów gwiazd. Znajdują się w niej czerwone mgławice, oświetlane przez młode gwiazdy, w których zachodzą procesy gwiazdotwórcze oraz wyjątkowe mgławice o kształcie bąbla. W środku tych bąbli znajdują się masywne gwiazdy, które dzięki emisji fal materii rozdmuchują otaczający je pył międzygwiazdowy.